# Jaguariúna
Jaguariúna är en stad och kommun i delstaten São Paulo i Brasilien. Folkmängden i kommunen uppgick år 2014 till cirka 51 000 invånare. Jaguariúna är belägen ett par mil norr om Campinas, vid floden Jaguari, och tillhör denna stads officiella storstadsområde.